# ای‌وی‌آر ۶۶۱
ای‌وی‌آر ۶۶۱ (به انگلیسی: AVR 661) یک کشتی است که طول آن ۸۵ فوت (۲۶ متر) می‌باشد.